# Gruppo XXII Ottobre
Gruppo XXII Ottobre, grundad den 22 oktober 1969, var en kortlivad väpnad vänsterextremistisk organisation som verkade i Italien i början av 1970-talet, under de så kallade blyåren. Det var denna organisation som först av alla vänsterextrema grupper, i mars 1971, deklarerade sin avsikt att inleda en väpnad kamp mot den italienska staten, eller som man uttryckte det i sin deklaration: "la dittatura borghese".
Gruppen hade en kärna bestående av före detta PCI-medlemmarna Mario Rossi, Rinaldo Fiorani och Silvio Malagoli men majoriteten av medlemmarna var inte uttalade kommunister. Gruppen blev förstasidesnyhet i pressen när Rossi greps den 26 mars 1971 i Genua efter ett väpnat rån mot en penningtransport som slutade med att budet Alessandro Floris (1939–1971) som rånats på pengarna blev ihjälskjuten när han försökte stoppa de två rånarna som flydde på en Lambretta. Rossi greps inom några minuter med hjälp av obeväpnade bilister som följt efter rånarna. Skoterns förare Augusto Viel greps senare med hjälp av ett foto, taget under händelseförloppet av en student som bodde intill brottsplatsen. De två rånarna dömdes till livstids fängelse och ett antal av gruppens övriga medlemmar till långa fängelsestraff, varefter gruppens verksamhet upphörde och de på fri fot varande medlemmarna sökte sig till andra organisationer. 
När Röda brigaderna kidnappade domaren Mario Sossi 1974 var deras krav för att släppa honom att staten först måste frige Gruppo XXII Ottobres åtta fängslade medlemmar och ge dem fri lejd till Kuba, Nordkorea eller Algeriet. Även i samband med kidnappningen av Aldo Moro krävde Röda brigaderna att Rossi och Viel skulle friges. Rossi som aldrig har uttryckt någon ånger över sitt politiska ställningstagande släpptes i villkorlig frihet 2002 efter 31 år i fängelse.